# Јан Чадо
Јан Чадо (чеш. Ján Čado; Трстена, 7. мај 1963) је био чехословачки атлетичар, чија су специјалност били троскок и скок удаљ.
У такмичарској каријери учествовао је на више европских и светских такмичења, а највећи успех у каријери постигао је на Европском првенству у дворани 1985. у Пиреју Грчка, када је освојио сребрну медаље.
Најбољи резултат је постигао у Братилслави 26. маја 1984, постигавши свој лични рекорд од 17,34 метра, што је у том тренутку био девети резултат свих времена на светском нивоу.

## Значајнији резултати
| Год.                     | Такмичење                      | Дисциплина               | Место                    | Плас.                    | Рез.                     |
| Представљао Чехословачку | Представљао Чехословачку       | Представљао Чехословачку | Представљао Чехословачку | Представљао Чехословачку | Представљао Чехословачку |
| ------------------------ | ------------------------------ | ------------------------ | ------------------------ | ------------------------ | ------------------------ |
| 1983                     | Европско првенство у дворани   | Будимпешта, Мађарска     | Троскок                  | 4                        | 16,60                    |
| 1983                     | Светско првенство на отвореном | Хелсинки, Финска         | Троскок                  | 6                        | 17,06                    |
| 1984                     | Европско првенство у дворани   | Гетеборг, Шведска        | Скок удаљ                | 10                       | 7,48                     |
| 1984                     | Европско првенство у дворани   | Гетеборг, Шведска        | Троскок                  | 4                        | 16,93                    |
| 1985                     | Светске игре у дворани         | Париз, Француска         | Троскок                  | 5                        | 16,71                    |
| 1985                     | Светске игре у дворани         | Париз, Француска         | Скок удаљ                | 9                        | 7,40                     |
| 1985                     | Европско првенство у дворани   | Пиреј, Грчка             | Троскок                  | 2                        | 17,23                    |
| 1986                     | Европско првенство у дворани   | Мадрид, Шпанија          | Троскок                  | 4                        | 16,90                    |
| 1986                     | Европско првенство             | Штутгарт, Немачка        | Троскок                  | 6                        | 16,39                    |
| 1987                     | Европско првенство у дворани   | Лијевен, Француска       | Троскок                  | 4                        | 16,96                    |
| 1987                     | Светско првенство у дворани    | Индијанаполис, САД       | Троскок                  | 10                       | 16,33                    |
| 1991                     | Светско првенство у дворани    | Севиља, Шпанија          | Троскок                  | 16                       | 15,85                    |
| 1991                     | Светско првенство              | Токио, Јапан             | Троскок                  | 19                       | 16,58                    |